# 交響曲第1番 (シューマン)
ロベルト・シューマンの交響曲第1番変ロ長調作品38「春」（Sinfonie Nr. 1 B-Dur op. 38 "Frühling" ）は、1841年1月から2月にかけて作曲され、同年3月31日、メンデルスゾーン指揮ライプツィヒ・ゲヴァントハウス管弦楽団によって初演された。ザクセン国王フリードリヒ・アウグスト2世に献呈された。演奏時間約33分。

## 作曲の経緯
- シューマンの交響的作品は、1832年にト短調を主調とするものが試みられたが、未完に終わっている。この曲は、故郷の地名を採って『ツヴィッカウ交響曲』と呼ばれる。
- 1838年から翌年にかけて、シューマンはウィーンでフランツ・シューベルトの兄フェルディナントを訪問し、ハ長調交響曲（D.944）の自筆譜を発見する。3月の初演に際して、音楽誌に「天国的長さ」という表現で紹介した。シューマンがこの曲を実際に耳にしたのは1839年12月の再演時であった。
- 1840年にはクララ・ヴィークと結婚し、歌曲を量産するとともに、ヨハン・ゼバスティアン・バッハの平均律クラヴィーア曲集やウィーン古典派の弦楽四重奏曲を研究した。シューマンはハ短調交響曲を構想するが、これも完成されずに破棄される。
- こうしたもと、第1交響曲は1841年1月から2月のごく短期間で完成された。スケッチはわずか4日間だったといわれる。初演は好評で、シューマンは「ベートーヴェン以降の近代の交響曲として、かつてない共感を得られた」と書いている。

### 初稿
1841年3月31日、メンデルスゾーン指揮ライプツィヒ・ゲヴァントハウス管弦楽団によって初演され、初稿はこのときに用いられた稿である。曲の構成は改訂稿と変わらないが、曲全体にわたってオーケストレーションが改訂稿と異なる箇所があり、冒頭のファンファーレなどのように旋律自体が異なる（3度低い）箇所もある。なおこのファンファーレについては、バルブなしのホルンとトランペットではストップ奏法をしなければ出ない音で書かれており、初演に向けたリハーサルで自身の意図した音が出ないことを知ったシューマンが、メンデルスゾーンのアドバイスで現在の音に変更して初演されている。
また各楽章にも次のような標題が与えられていた。
- 第1楽章 - 春の始まり
- 第2楽章 - 夕べ
- 第3楽章 - 楽しい遊び
- 第4楽章 - たけなわの春

自筆総譜はアメリカ議会図書館が所蔵しており、スウィトナーによる録音が存在する。

### 改訂稿
シューマンは初演後さらに推敲を重ね、1841年の末にパート譜を出版、1853年には総譜を出版した。出版社は共にブライトコップ社である。一般に演奏されるのはこちらの稿である。初稿で与えられていた各楽章の表題は削除されている。
改訂版の初演は1842年11月3日にフェルディナンド・ダヴィッド指揮ライプツィヒ・ゲヴァントハウス管弦楽団によって行われた。

## 副題について
「春」という副題については、以下のいきさつがある。
この曲は、アドルフ・ベトガーの詩に霊感を得て書かれたといわれ、シューマンは当初のこの交響曲を「春の交響曲(Frühlingssinfonie)」と呼び、初演時は各楽章にそれぞれ先述の標題を付けていたが、後に取り去った。シューマンがメンデルスゾーンに宛てた手紙には、第1楽章について、冒頭のトランペットは高いところから呼び起こすように響き、すべてが緑色を帯びてきて蝶々が飛ぶ様子も暗示される。主部のアレグロではすべてが春めいてくることを示すともいえるが、これらは作品完成後に浮かんだイメージだとも述べている。

## 楽器編成
フルート2、オーボエ2、クラリネット2、ファゴット2、ホルン4、トランペット2、トロンボーン3、ティンパニ、トライアングル、弦五部。

## 楽曲構成

### 第1楽章
Andante un poco maestoso - Allegro molto vivace
変ロ長調。序奏付きのソナタ形式(提示部反復指定あり)。序奏は4/4拍子。トランペットとホルンがファンファーレ風な動機を示す。（冒頭のユニゾンは、シューマンが再発見したシューベルトの大ハ長調交響曲の影響を受けていると言われる。）次第に速度を速めて主部に入る。39小節から始まる主部は2/4拍子。第1主題は弦楽による序奏の動機に基づく沸き立つような旋律。第2主題は木管で転調しながら穏やかに示される。コデッタは118小節に始まる第１主題のリズムに基づくものである。134小節からの展開部は第1主題を使い、トライアングルも使用される。盛り上がったところで序奏のファンファーレ風な動機が回帰し、第１主題部後半の確保の部分から再現部(318小節)となる。第２主題は原調で再現され、コデッタを省略して381小節からコーダに入る。第１主題に基づくが、後半は第２主題に基づく新しい旋律が現れ、最後に序奏の音形で締めくくられる。

### 第2楽章
Larghetto - attaca
変ホ長調。3/8拍子。ほぼABACAという形式をとるが、Bはエピソード的で短い。主部は弦による夢見るような旋律。Cは弦と木管が不安げな動機を繰り返す。高まったところで幅広く下降する動機も示され、ブラームスの第3交響曲第1楽章の第1主題との関連が指摘されている。やがてトロンボーンが半音階的なスケルツォ主題を予告し、休みなく第3楽章に続く。

### 第3楽章
Scherzo. Molto vivace
ニ短調。3/4拍子。2つの中間部を持つスケルツォ。第1トリオはニ長調、2/4拍子。第2トリオは変ロ長調、3/4拍子。

### 第4楽章
Finale. Allegro animato e grazioso
変ロ長調。2/2拍子。序奏付きソナタ形式(提示部反復指定あり)。始めに管弦楽が付点リズムの音型を勢いよく示す。これは第1楽章冒頭のリズムと関係があり、楽章を通じて重要な役割を果たす。この序奏は短く、すぐに主部へ入る。第1主題は弦楽による、ちょこちょこしたピアノ的な動きが特徴。第2主題はト短調で木管が音階的に上昇・下降するユーモラスな動機と弦による冒頭の付点リズム動機がつなぎ合わされている。前半の動機は、ピアノ曲集『クライスレリアーナ』の終曲から採られている。生き生きと力強いコデッタも続く。展開部は付点リズムの動機を扱い、静まったところでホルン、フルートがカデンツァ風に奏し、そのまま第1主題の再現につながる。型どおりの再現ののち、Poco a poco accelerandoのコーダへ入り、第１主題の序奏動機を暗示しながら力強く結ばれる。

## オーケストレーションの変更・改訂
他のシューマンの交響曲と同様に、かつては様々な指揮者が様々なオーケストレーションの変更を行っていた。マーラーは、冒頭のファンファーレの変更が先述のように楽器側の制約による変更だったことを踏まえて初稿時のものを復活させ、またティンパニの音変更や金管の削減や強化など大鉈をふるっている。このマーラー版の録音としてはチェッカート、シャイー（ライプツィヒ・ゲヴァントハウス管弦楽団との新盤）、スダーンのものが存在する。他にもセル、ミュンシュ、ロジェストヴェンスキーは、第1楽章18小節の木管のパッセージなどにおいてマーラー版のオーケストレーションを採用している。